# Bugacpusztaháza
Bugacpusztaháza község Bács-Kiskun vármegye Kiskunfélegyházi járásában; a megye legkisebb lakónépességű települése.

## Fekvése
Az Alföldön, a Duna–Tisza közén, a kiskunsági Homokhátságban található, a vármegye középső-keleti részén, a megyeszékhely Kecskemét központjától mintegy 35 kilométerre délnyugatra.
A szomszédos települések: észak felől Jakabszállás, kelet felől Bugac, délnyugat felől Bócsa, északnyugat felől pedig Orgovány.

### Megközelítése
Közigazgatási területét nyugaton érinti az 54-es főút – az ország távolabbi részei felől ez a legfontosabb közúti megközelítési útvonala –, de lakott területe csak a főútból kelet felé kiágazó 5407-es úton érhető el (amit 2020-ban felújítottak). Ugyanez az út köti össze Jászszentlászlóval, Kiskunfélegyháza és az 5-ös főút, illetve az M5-ös autópálya ottani csomópontja felől pedig az 54 102-es számú mellékúton, majd ugyancsak az 5407-esen érhető el, Bugac érintésével.
A közúti tömegközlekedést a Volánbusz autóbuszai biztosítják.
Vonattal a MÁV 149-es számú, a kecskeméti kisvasút hálózatához tartozó Kecskemét–Kiskunmajsa-vasútvonalon volt elérhető, de ott a személyszállítás 2009. december 13., a 2009/2010. évi menetrendváltás napja óta szünetel. Bugacpuszta megállóhely Jakabszállási tanyák megállóhely és Bugac vasútállomás között működött, fizikailag a belterület keleti széle közelében helyezkedett el.
2009 júniusától Bugacpusztaházától kiindulva Kiskunmajsáig kerékpárút épült ki.

## Története
Bugacpusztaháza keletkezésének pontos időpontja nem ismert. Egyes vélemények 1835 tájára, mások jóval korábbra teszik. Akkoriban a Kecskemét városhoz tartozó Nagybugacon és Kisbugacon szilaj pásztorkodást folytattak. A hatalmas pusztát sok ezer állat népesítette be. Bugacpusztaháza nevében őrzi az ősi puszta emlékét.
Bugacpusztaháza 1989-ig Bugac része volt. Ekkor vált önálló községgé.
Az utcanevek mindegyike a pásztorélet hagyományaihoz kötődik: Pásztor, Látófa, Csobolyó, Árvalányhaj, Számadó, Csikós, Betyár utca.

## Közélete

### Polgármesterei
- 1990–1994: Szabó Imre (független)[4]
- 1994–1998: Kovács György (független)[5]
- 1998–2002: Kovács György (független)[6]
- 2002–2006: Berczeli István (független)[7]
- 2006–2010: Berczeli István (független)[8]
- 2010–2014: Kovács György (független)[9]
- 2014–2019: Kerekes László Zoltán (független)[10]
- 2019–2024: Kerekes László Zoltán (független)[11]
- 2024– : Kerekes László Zoltán (független)[1]

Önkormányzata:
A Bugacpusztaháza Községi Önkormányzat címe: 6114 Bugacpusztaháza, Számadó u. 28., a községháza telefonszáma (76) 850 076. A bugaci közös hivatal telefonszáma (76) 575-100, e-mail cme: hivatal@bugacpusztahaza.hu. A község hivatalos honlapja: www.bugacpusztahaza.hu;
2020. január 1-jével Bugacpusztaháza megszüntette a közös képviselő-testületet Bugaccal, ezzel költségvetése teljesen önállóvá vált.

## Népesség
A település népességének változása:
| Lakosok száma | 269  | 269  | 249  | 257  | 259  | 270  | 249  |
|               | 2013 | 2014 | 2018 | 2021 | 2022 | 2023 | 2024 |

A 2011-es népszámlálás során a lakosok 99,2%-a magyarnak, 0,4% cigánynak, 0,8% németnek mondta magát (a kettős identitások miatt a végösszeg nagyobb lehet 100%-nál).
2022-ben a lakosság 83,8%-a vallotta magát magyarnak, 1,2% németnek, 0,4-0,4% horvátnak, ukránnak és románnak, 2,7% egyéb, nem hazai nemzetiségűnek (13,9% nem nyilatkozott; a kettős identitások miatt a végösszeg nagyobb lehet 100%-nál).

## Vallás
A 2001-es népszámlálás adatai alapján a lakosság kb. 86%-a római katolikus, kb. 5,5%-a református vallású. Nem tartozik egyetlen egyházhoz sem, vagy nem válaszolt kb. 8,5%.
2011-ben a vallási megoszlás a következő volt: római katolikus 80,4%, református 6,5%, görög katolikus 0,8%, felekezeten kívüli 6,5% (5,8% nem nyilatkozott).
2022-ben vallásuk szerint 37,5% volt római katolikus, 5% református, 0,8% egyéb keresztény, 1,5% egyéb katolikus, 11,6% felekezeten kívüli (43,6% nem válaszolt).

### Római katolikus egyház
A Kalocsa-Kecskeméti Főegyházmegye (érsekség) Kiskunsági Főesperességének Félegyházi Esperesi Kerületébe tartozik. Nem önálló plébánia, Bugachoz tartozik.

### Református egyház
A Dunamelléki Református Egyházkerület (püspökség) Bács-Kiskunsági Református Egyházmegyéjébe (esperesség) tartozik. Nem önálló anyaegyházközség, csak szórvány.

### Evangélikus egyház
A Déli Evangélikus Egyházkerület (püspökség) Bács-Kiskun Egyházmegyéjében (esperesség) lévő Kecskeméti Evangélikus Egyházközséghez tartozik, mint szórvány.

## Természeti értékek
- Bugaci puszta: A Kiskunsági Nemzeti Park része. Egyedül csak itt honos a bugaci nőszőfű (Epipactis bugacensis).
- Szürke gulya.
- 2020 évben a község a Homokhátsági Regionális Fejlesztési Tanács környezet- és természetvédelmi mintafalujává vált.
- Természetközeli szennyvíztisztító rendszere a világon egyedülállóként a központi park játszóterén került kialakításra, a gyermekek környezettudatos nevelése céljából. A rendszerhez szervesen kapcsolódik egy ökopark digitális szemléltetőeszközökkel.

## Nevezetességei
- Kecskeméti Kisvasút
- IKSZT (Integrált Közösségi Szolgáltató Tér-Művelődési ház és könyvtár, Községháza
- Pusztaháza parkerdő
- Parkerdő kilátótorony
- Parkerdő tanösvény
- Bugacpusztaházai Majális rendezvény
- Pillangó Park - a parkot a Bács-Kiskun megyei Önkormányzat és a helyi Fénypillangó Kulturális Egyesület szervezésében a megye polgármesterei, képviselő-testületi tagjai a lakosokkal alakították ki közös "társadalmi" munkában, a kiskunmajsai Majsa-Épkert Építő Start Szociális Szövetkezet szakmai irányításával.
- Az országban egyedülálló, hogy minden március 15-én a község központi parkjának címe (Számadó u. 28.) egyetlen napra Március 15. parkra változik.
- A Községházán 2016. október 23-án a Helyi Értéktár Bizottság – Lezsák Sándor országgyűlési képviselő támogatásával – állandó kiállítást nyitott a falu történelméről.
- 2016. október 23-án került avatásra a központi parkban az ugyancsak Lezsák Sándor által adományozott harang és harangláb.
- 2019-ben a község a Homokhátsági Regionális Fejlesztési Tanács környezet- és természetvédelmi mintafaluja lett.
- 2019-ben az IKSZT parkjában került átadásra a világon az első olyan természetközeli szennyvíztisztító telep, mely a játszótéren lett elhelyezve, a gyermekek természetszeretetének fejlesztése és a környezettudatos nevelés céljából. A tisztító mű szabadon látogatható. A projektet a Bács-Kiskun megyei Önkormányzat hozta létre és valósította meg a Homokhátsági Regionális Fejlesztési Tanács támogatásával, a Pénzügyminisztérium pályázata alapján.[15]
- A település jelmondata: Zölden élünk, zöldben álmodunk...
- A község Digitális Zöld Falu projektje egyedülálló módon oktatja a környezettudatosság elemeit digitális rendszerekkel.
- A községben több ponton táblák tájékoztatnak a falu zöld programjáról.
- 2020-ban a községházát (Pusztaház) eredeti állapotában újították fel, ahol a kibővített Értéktár és az önkormányzat ügyfélfogadása kapott helyet.
- 2021-ben a Digitális Zöld Falu projekt keretében az IKSZT természetközeli szennyvíztisztítórendszerét a szürke szennyvíz (csapadék) kezelésével egészítették ki, így a vízmegtartás a településen követhető mintaprojektté vált.